# Рубель (музыкальный инструмент)
Рубель — русский народный ударный музыкальный инструмент, произошедший от бытового рубеля.
С одной из боковых сторон в нём проделывается щелевидная резонаторная полость для усиления громкости звучания (как на коробочке). Музыкальный рубель короче бытового, а ребра имеют более острые грани.
При игре рубель держат вертикально в левой руке, а правой водят деревянной ложкой или палочкой по его рёбрам. Получается характерный треск. Рубелем хорошо подчёркивается исполнение всякого рода коротких арпеджио или форшлагов. Иногда используется в оркестрах народных инструментов и фольклорных коллективах.
Для изготовления рубелей применяют древесину твёрдых лиственных пород: дуба, рябины, бука, клёна, берёзы.